# Sipirok Godang
Sipirok Godang is een bestuurslaag in het regentschap Tapanuli Selatan van de provincie Noord-Sumatra, Indonesië. Sipirok Godang telt 1410 inwoners (volkstelling 2010).